# Малайская операция
Мала́йская опера́ция — стратегическая военная операция вооружённых сил Японии проведенная в период 8 декабря 1941 — 31 января 1942 года против британских и австралийских войск с целью захвата Британской Малайи (Малайзии) и взятия в осаду Сингапура во время Второй мировой войны.

## Подготовка к сражению
Японское командование в своих планах по захвату Юго-Восточной Азии уделяло большое внимание Британской Малайе, богатой стратегическим сырьём. Британцы не имели в этом регионе крупных сил и все надежды возлагали на Сингапур, расположенный в южной части полуострова Малакка. Перед войной здесь было завершено строительство мощной военно-морской базы. По замыслам британского командования Сингапур должен был стать серьёзным препятствием на пути японской агрессии в Юго-Восточной Азии и Индонезии.
Подготовка операции была закончена японцами к началу ноября. Планы японского командования состояли в том, чтобы после оккупации Таиланда вывести войска через перешеек Кра в Британскую Малайю и захватить Сингапур с суши. Важнейшей предпосылкой успеха считалось завоевание господства в воздухе нанесением внезапных ударов авиации по британским аэродромам.
Ошибкой всех составителей планов в штабах союзников было убеждение в том, что Япония не сможет нанести одновременно более одного удара в нескольких точках Тихого Океана и Азии. Вопреки ожиданиям японцы нанесли одновременно удары по Пёрл-Харбору, Таиланду, Малайе, Филиппинам и Гонконгу.

## Расстановка сил

### Британское содружество
Малайское командование (командующий генерал-лейтенант Артур Эрнест Персиваль) осуществляло общее командование союзными силами в Малайе, Сингапуре и Сараваке. В операции участвовали часть сил подчинённых командованию, которые располагались в Малайе:
- 3-й Индийский корпус[англ.] (командующий генерал-лейтенант Льюис Хит[англ.])
  - 9-я Индийская пехотная дивизия[англ.] (командующий генерал-майор Артур Эдвард Барстроу[англ.])
    - 8-я Индийская пехотная бригада[англ.]
    - 22-я Индийская пехотная бригада[англ.]

  - 11-я Индийская пехотная дивизия[англ.] (командующий генерал-майор Дэвид Мюррей-Лайон[англ.])
    - 6-я Индийская пехотная бригада[англ.]

  - Ряд отдельных частей:
    - 15-я Индийская пехотная бригада[англ.] (в резерве)
    - 28-я Гуркхская пехотная бригада[англ.]
    - Коммуникационная бригада
    - Силы крепости Пенанг
- 8-я австралийская дивизия[англ.](командующий генерал-майор Гордон Бенетт)
  - 22-я бригада[англ.]
  - 28-я бригада[англ.]

В общем сухопутные силы насчитывали 73 тыс. британских солдат (19 тыс. англичан, 37 тыс. индийцев и 17 тыс. малайцев) и 15 тыс. австралийцев.
- Авиационные силы Малайского командования состояли из 158 самолётов.

### Япония
25-я армия (командующий генерал Томоюки Ямасита) в составе:
- 5-я пехотная дивизия (командующий генерал-лейтенант Такуро Мацуи[англ.])
- 18-я пехотная дивизия (командующий генерал-лейтенант Рэнъя Мутагути)
- 56-я пехотная дивизия[англ.] (командующий генерал-лейтенант Масао Ватанабэ[англ.])
- императорская гвардейская дивизия (командующий генерал-лейтенант Такума Нисимура)
- 3-я танковая бригада
- Ряд отдельных соединений и частей.

В общем сухопутные силы насчитывали 60 тыс. чел., 400 орудий и миномётов, 120 танков.
- Авиационную поддержку оказывала 3-я авиационная группа, в составе 459 самолётов войсковой авиации.
- Малайское оперативное объединение флота (командующий адмирал Дзисабуро Одзава) в составе 9 крейсеров, 16 эсминцев, 16 подводных лодок, 3 авиатранспорта, множество транспортных и вспомогательных судов, 158 самолетов военно-морской авиации.

## Японское вторжение

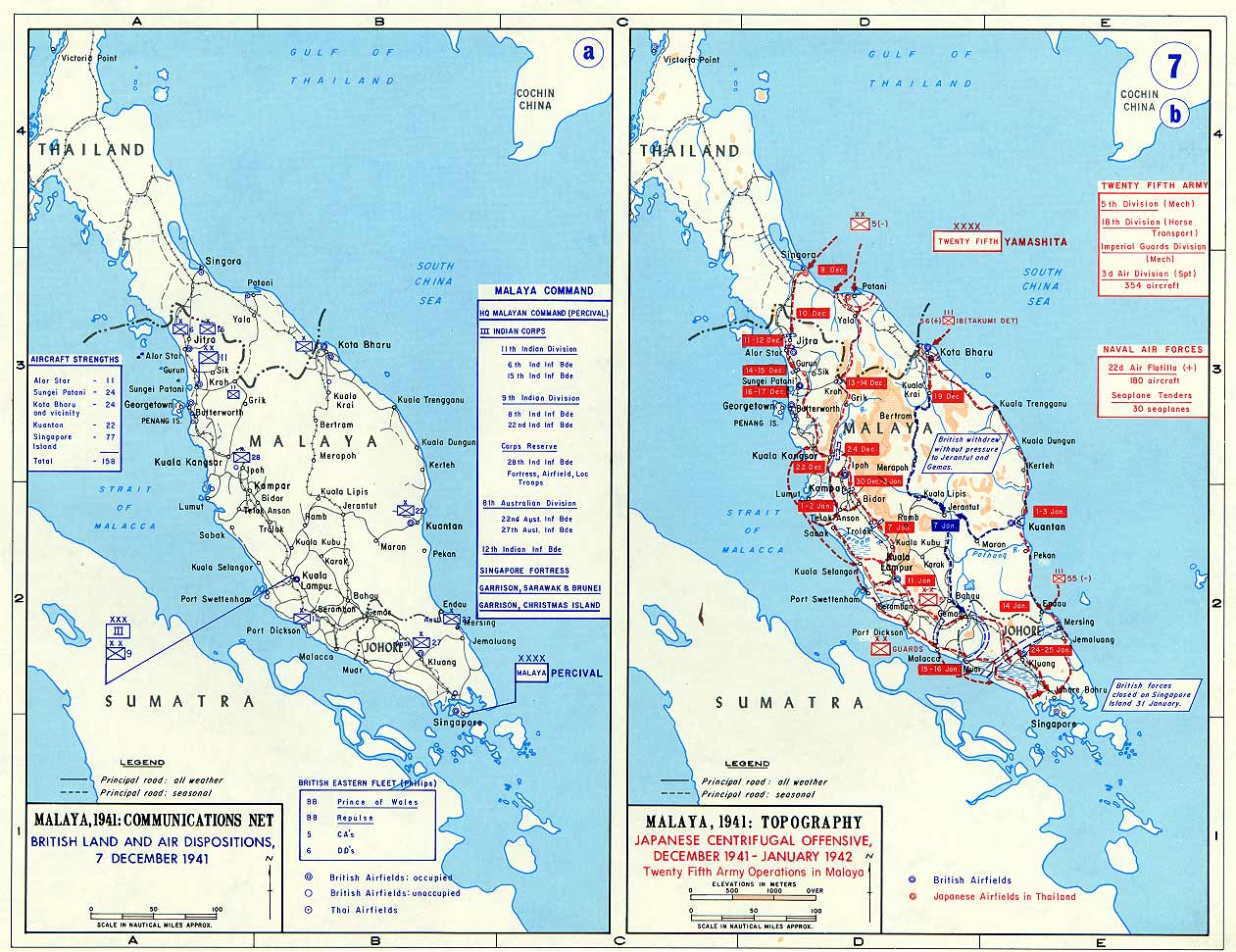
Карта Малайской операции

Японский десант, предназначенный для высадки в Таиланде и Малайе, вышел в море ещё до начала войны. 6 декабря воздушная разведка англичан обнаружила японский флот в Сиамском заливе, однако плохая погода помешала выявить его последующие передвижения к цели.
Японские десанты в Малайе начали высаживаться рано утром 8 декабря по местному времени, в одно время с нападением на Пёрл-Харбор. Первый десант был высажен в ночь на 8 декабря в районе Кота-Бару. На рассвете японская авиация, с баз в Индокитае, совершила налеты на британские аэродромы в Малайе и Сингапуре. Одновременно главные силы десанта высадились в Южном Таиланде, в районе Сингорра и Патани, куда сразу же перебазировалась японская авиация. В этот же день японские войска вторглись в Таиланд из Индокитая (см. Таиландская операция).
Планировавшийся упреждающий удар под названием «Операция Матадор» англичане нанесли слишком поздно, потому что не хотели переходить границу Таиланда до того, как Япония нарушит его нейтралитет, а также потому что имели приказ не атаковать первыми японские части.
В течение первых двух дней японцы уничтожили треть британской авиации, а оставшиеся самолеты английское командование перебросило в Сингапур. Уничтожению британской авиации способствовало предательство капитана Патрика Хинэна, передавшего японцам шифры и информацию о расположениях британских аэродромов на севере Британской Малайи.
Японские войска быстро продвинулись по территории Таиланда, который не оказал им серьёзного сопротивления. К утру 10 декабря японская 5-я дивизия уже переместилась на западное побережье и перешла границу Малайи, продвигаясь по двум дорогам к Кедаху.

## Гибель «Принца Уэльского» и «Рипалса»
Для борьбы с японскими силами вторжения вечером 9 декабря из Сингапура под командованием адмирала Филипса вышло военно-морское «соединение Z», которое включало линкор «Принц Уэльский» и линейный крейсер «Рипалс» в охранении эсминцев. Корабли следовали без прикрытия с воздуха. Соединение Филипса было обнаружено сначала подводной лодкой (о чём, конечно же, они не догадывались), а затем, по координатам района, переданным подводниками, с воздуха, гидросамолетом-разведчиком, после обнаружения соединение вынуждено был повернуть на юг в направлении на Сингапур. Ночью оттуда поступило сообщение, как оказалось впоследствии, ошибочное, что японцы высадились в Куантане, на полпути в Сингапур. Решив использовать фактор внезапности, почитая риск оправданным, Филипс взял курс на Куантан.

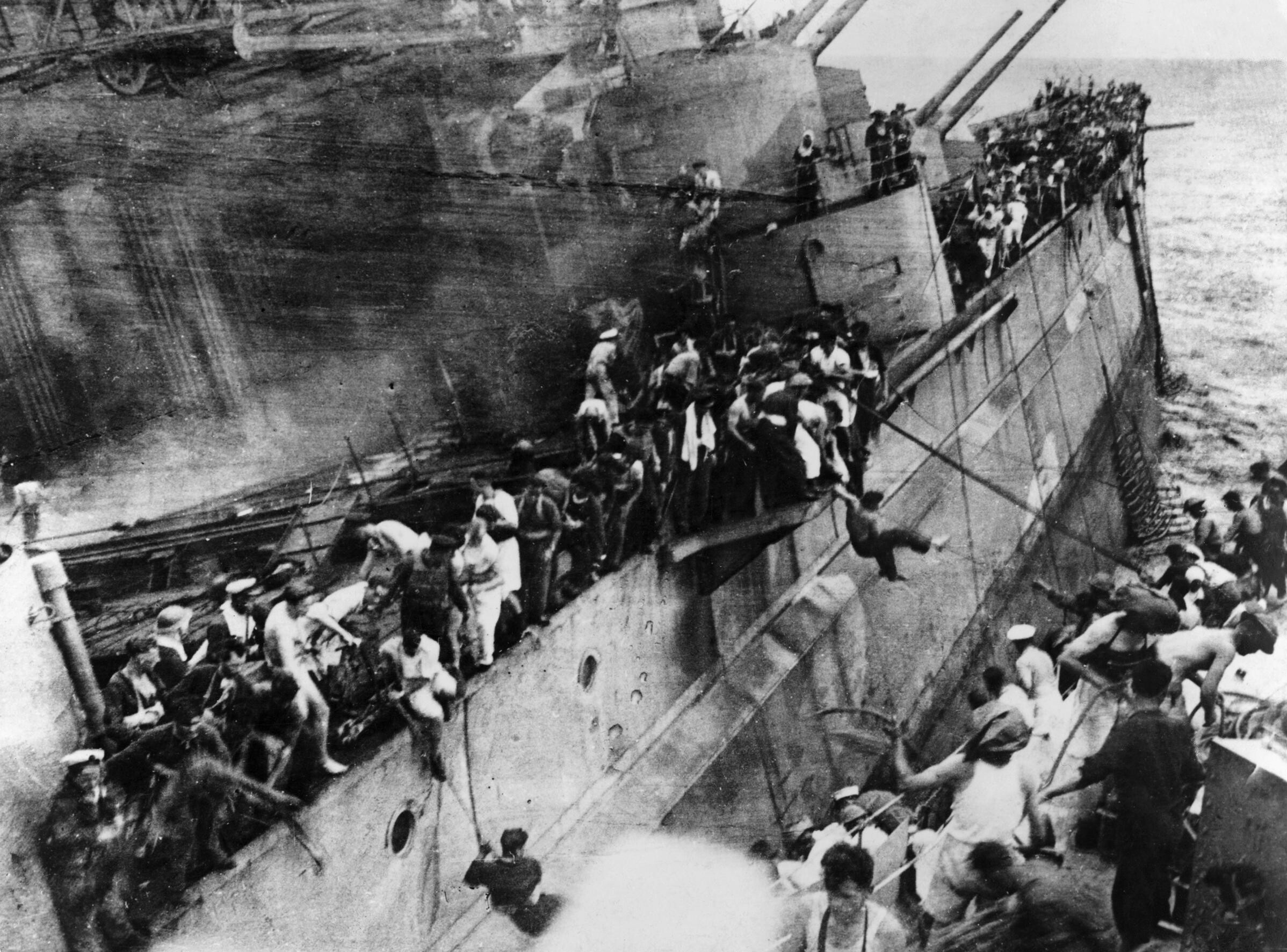
Линкор «Принц Уэльский», подбитый японской авиацией

На перехват английских кораблей вышло соединение японского флота в составе двух линкоров, трех крейсеров и нескольких эсминцев. Ранним утром 10 декабря на разведку вылетела девятка G3M, а вскоре в воздух поднялись и основные силы — 34 вооружённых бомбами и 23 снаряжённых торпедами G3M и 26 G4M, нёсших только торпеды. Поднявшись с аэродромов Южного Индокитая, самолеты базовой авиации потопили линкор и линейный крейсер, в результате атаки погибло также 840 человек. Японцы потеряли всего 3 самолёта.
Так японцы уничтожили два последних линейных корабля союзников, находившиеся в водах Тихого океана к западу от Гавайских островов. Британские войска в Малайе остались почти без прикрытия и поддержки с моря. Японцы получили возможность беспрепятственно высаживать десанты и строить на побережье авиационные базы. Уинстон Черчилль оценил эти события как «самый тяжёлый удар, который он получал за всю войну.»

## Японское продвижение в Малайе
25-я японская армия, наступая одновременно на двух направлениях — вдоль восточного и западного побережья полуострова Малакка, быстро продвигалась на юг через джунгли. Командующий союзными войсками генерал Уэйвелл приказал генералу Персивалю отвести свои войска в провинцию Джохор — южную часть полуострова — и организовать там прочную оборону.
Начиная с 10 декабря, британские войска почти непрерывно отступали вдоль западного побережья. С помощью танков и артиллерии японцы легко преодолевали завалы на дорогах, либо создавали угрозу обхода их с флангов пехотой, просачивавшейся через прилегающие джунгли. Попытка 11-й индийской дивизии создать крупный завал в районе Джитры не увенчалась успехом. Британское командование в Северной Малайе надеялось удержать свои войска на рубеже Перак, но его позиции обошла японская колонна, наступавшая из Патани под острым углом на юг. Находившиеся южнее, в районе Кампара, хорошо укрепленные позиции японцы обошли с фланга, высадив десант на захваченных в ходе наступления мелких судах.

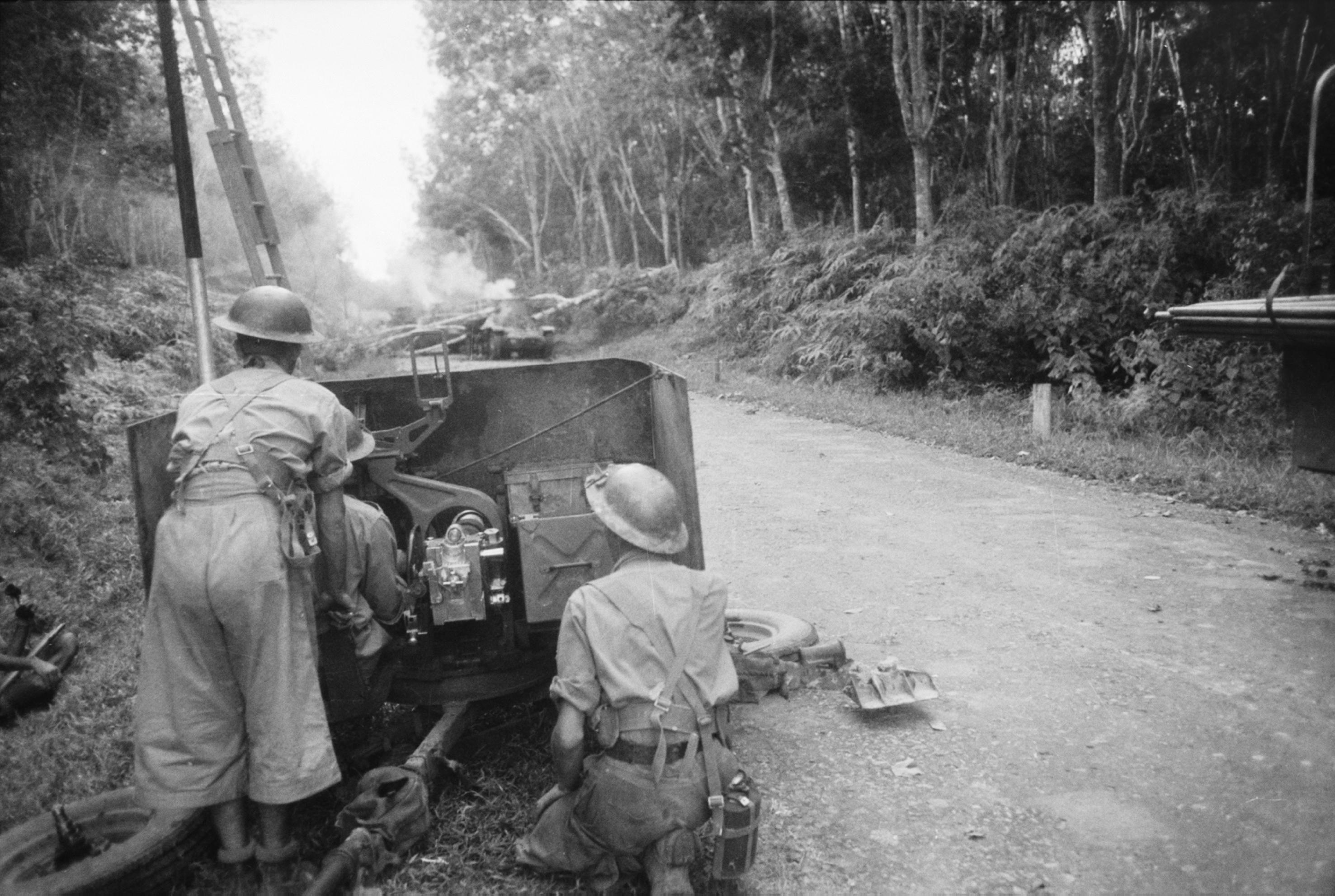
Австралийские артиллеристы ведут огонь по наступающим японским войскам. 18 января 1942

Попытка британских войск остановить японское наступление в провинции Джохор не увенчалась успехом. В начале января британские войска отступили к реке Слим, прикрывая провинцию Селангор и подступы к южным аэродромам в районе Куала-Лумпура. В ночь на 8 января рота японских танков прорвалась через плохо организованную оборону и быстрым броском захватила мост на дороге, проходившей почти в 20 милях за линией фронта. Британские войска, находившиеся к северу от реки, были отрезаны и потеряли около 4 тыс. человек со всем их вооружением. Потери японцев составили лишь 6 танков и небольшое число убитых и раненых. Индийская 11-я дивизия была разгромлена. Эта катастрофа вынудила англичан быстро вывести свои войска из Центральной Малайи и поставила под сомнение шансы удержать северные районы провинции Джохор в течение времени, достаточного для переброски морем в Сингапур соответствующих подкреплений с Ближнего Востока.
В тот самый день, когда разразилась эта катастрофа, в Сингапур прибыл генерал Уэйвелл. Он направлялся на Яву принять новый, чрезвычайный пост главнокомандующего объединенным командованием ABDA. Паунолл теперь стал начальником штаба командования ABDA, а дальневосточное командование было упразднено. Уэйвелл решил сделать стержнем обороны провинцию Джохор, поскольку там находились лучшие английские силы, а это означало более быстрый отвод войск вместо постепенного отхода, запланированного генералом Персивалем. В результате Куала-Лумпур был оставлен 11 января, а позиция в дефиле у Тампипа — 13 января (вместо 24 января). Японцы получили доступ к лучшей дорожной сети в провинции Джохор. Это дало им возможность ввести в бой две дивизии одновременно и, при поддержке танков и артиллерии, быстро сломить сопротивление австралийских войск у Гемаса. Таким образом, отход через провинцию Джохор произошёл более быстрыми темпами, чем предполагалось.
Между тем в результате отхода английских войск на восточном побережье 6 января были оставлены Куантан и его аэродром. 21 января ввиду угрозы высадки японского десанта был оставлен Эудау, а к 30 января как «восточные», так и «западные» силы отошли к крайней южной оконечности полуострова Малакка. 31 января японские войска овладели самым южным пунктом Британской Малайи — Джохор-Бару, английские и малайские части, потерпев поражение, отошли в Сингапур.

## Итоги сражения
В результате операции японцы захватили Малайю за 54 дня. Быстрый разгром британских войск не позволил британскому командованию подвезти в Сингапур дополнительные силы, для создания мощной обороны города. Британским и австралийским войскам удалось продержаться в Сингапуре всего 15 дней, и к 15 февраля они капитулировали.
Потери британских и австралийских войск в ходе операции составили 5,5 тыс. убитых, 5 тыс. раненых и 40 тыс. пленных. Японские потери составили 1,8 тыс. убитых и 3,4 тыс. раненых.